# Heike Kamerlingh Onnes
Heike Kamerlingh Onnes (født 21. september 1853 i Groningen, død 21. februar 1926 i Leiden) var en hollandsk fysiker.
Han blev tildelt Nobelprisen i fysik i 1913 for sin forskning omkring ekstremt lave temperaturer (nær det absolutte nulpunkt), en forskning som blandt andet førte til produktionen af flydende helium.
Han var den første til at opdage elektrisk Superledning (i kviksølv) i 1911.